# マリク・シャー
マリク・シャー（ペルシア語: ملک‌شاه, ラテン文字転写: Malik Shāh; アラビア語: جلال الدولة معّز الدين أبو الفتح ملكشاه بن الپ ارسلان, ラテン文字転写: Jalāl al-Dawla Mu'izz al-Dīn Abū al-Fatḥ Malik Shāh b. Alp Arslān、1055年8月8日 - 1092年11月19日）あるいはマリク・シャー1世（-いっせい）は、セルジューク朝の第3代スルタン（在位：1072年 - 1092年）。第2代スルタンのアルプ・アルスラーンの子。マリクはアラビア語で、シャーはペルシア語で、それぞれ「王」を意味する。アッバース朝カリフから授けられた尊号は سلطان جلال الدولة معّز الدين أبو الفتح ملكشاه يمين امير المؤمنين Sulṭān Jalāl al-Dawla Mu'izz al-Dīn Abū al-Fatḥ Malik Shāh Yamīn Amīr al-Mu'minīn。

## 経歴

### 即位とイスファハーン遷都
1072年に父アルプ・アルスラーンがマー・ワラー・アンナフル遠征中に急死したことにより、長男のマリク・シャーは17歳という若年で大セルジューク朝のスルタンに即位した。しかしこれは彼のアタベクで名宰相（ワズィール）と称されたニザームルムルクの画策するところが大きく、伯父で父アルプ・アルスラーンの長兄であった ケルマーン・セルジューク朝の始祖カーヴルト・ベグがスルターン位を求めて反乱を起こした。翌1073年にカーヴルドは捕縛され処刑されたが、カーヴルドの息子たちは已然としてケルマーンで強勢を保っていたため討伐は実現し難く、マリク号を剥奪するかわりにアミール位を与えてカーヴルド家によるケルマーンの支配を事実上黙認した。また、さらに1074年にはイラン東部ホラーサーン地方の主都ニーシャープールを領有していた弟のテキシュが反乱を起こすなど、治世の初頭は親族間との紛争に悩まされた。
これにともなって王都（ダール・アル＝ムルク）をエスファハーンに定めた。この位置は東南部の強力なカーヴルド王家と西南部のアッバース朝に対しにらみを利かせることが狙いであるが、北方のレイ、マーザンダラーンなどカスピ海南岸地域、東方のホラーサーン、マー・ワラー・アンナフル、西方のルーム、シリア方面への接続にも利便性が高かったため、治世中に展開した領土拡張にも大いに地の利を得る形となった。

### セルジューク朝の勢力拡大
1070年代半ばに父アルプ・アルスラーンによるマラズギルトの戦い以降、アナトリアに入植したダーニシュマンドらをはじめとするセルジューク朝系アミールたちが領土紛争を始めていたことに憂慮し、トゥグリル・ベクらの伯父アルスラーン・イスラーイールの家系に属すクタルムシュの長男スライマーンをアナトリアに派遣し、これの調停にあたらせた。これが後のルーム・セルジューク朝の基礎となった。
また、シリア方面にはシリア・セルジューク朝の始祖で弟のトゥトゥシュを、ホラーサーン方面には息子のひとりアフマド・サンジャルをそれぞれに領有させている。

### 統治と宗教政策

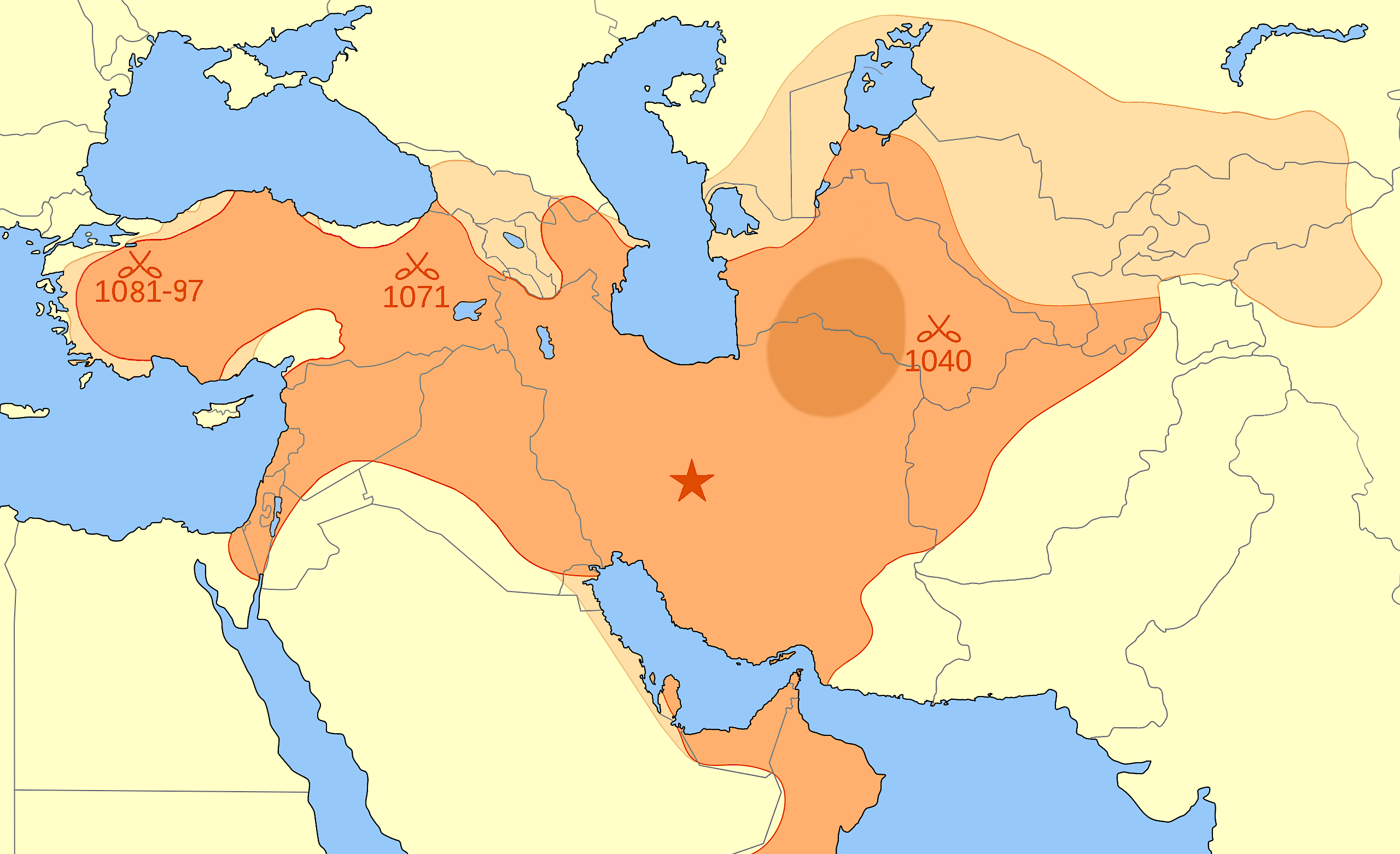
マリク・シャー没年（1092年）ころのセルジューク朝支配地域

マリク・シャーはニザームルムルクの補佐もあって、無難に統治を行なった。ニザームの補佐のもと、中央集権化による官僚制を確立し、対外的には勢力拡大に奔走し、東はアフガニスタンから西は東ローマ帝国に及ぶ一大支配圏を築き上げた。また、1074年にバグダードに天文台を建設し、さらにウマル・ハイヤームに新暦を編纂させるなど、文化的にも大いに優れていた。宗教政策ではスンナ派を重用してイスマーイール派を弾圧したが失敗。彼の時代に王朝は全盛期を迎えたが、この宗教政策の失敗が王朝衰退の一因ともなった。
ヒジュラ暦485年ラマダーン月10日土曜日（1092年10月20日）、名宰相であったニザームルムルクがマリクの妃テルケン・ハトゥンに暗殺された。マリク・シャーはその死を知って悲しんだが、同年に無理を押して出陣を強行し、バグダードに滞在中の翌シャウワール月（10月21日 - 11月9日）に、陣中で病に倒れてニザームの後を追うように37歳で急死した。ニザームルムルク殺害から一ヶ月も経たぬうちにマリク・シャーも病没したと伝えられている。治世は20年であった。
マリク・シャーは、ニザームを重用し、セルジューク朝の全盛期を築き上げた名君として高く評価されている。